# Piotr Pastuszenko
Piotr Nikitowicz Pastuszenko (ros. Пётр Никитович Пастушенко, ur. 22 sierpnia 1905, zm. 1971) – radziecki działacz partyjny i państwowy.

## Życiorys
Od 1924 należał do RKP(b), od 1945 do grudnia 1948 był II sekretarzem Komitetu Obwodowego WKP(b) w Rostowie nad Donem, a od grudnia 1948 do czerwca 1950 przewodniczącym Komitetu Wykonawczego Rostowskiej Rady Obwodowej. Od czerwca 1950 do stycznia 1952 był I sekretarzem Komitetu Obwodowego WKP(b) w Rostowie nad Donem, 1952-1953 słuchaczem kursów przy KC WKP(b)/KPZR, a 1953-1954 kierownikiem nowogrodzkiego obwodowego oddziału handlu radzieckiego. W latach 1954–1956 był zastępcą, a 1956-1961 I zastępcą przewodniczącego Komitetu Wykonawczego Nowogrodzkiej Rady Obwodowej, 1961 przeszedł na emeryturę.